# 野田刚彦
野田刚彦（日语：のだ たけひこ，1961年1月9日—）是日本的政治家，是船桥市议会议员（4期），也是日本第95任首相野田佳彦的弟弟。所属政党是民主党，毕业于法政大学。

## 内部链接
- 野田佳彦